# Partido Democrático Liberal Catalán
Partido Democrático Liberal Catalán (en catalán: Partit Democràtic Liberal Català, PDLC) —mencionado en algunas fuentes como Partido Democrático Catalán— fue un partido político catalán de centroderecha, creado el noviembre de 1976 por Josep Antoni Linati y Higini Torras i Majem, procedentes del Club Catalònia. A comienzos de 1977 mantuvieron un acuerdo con grupos abiertamente neofranquistas como Unió Catalana de Santiago Udina Martorell, de forma que a las elecciones generales españolas de 1977 se presentaron como parte de la coalición Alianza Popular-Convivencia Catalana, que solo obtuvo 108 333 votos (el 3,55 %) y un escaño por Barcelona. Después del fracaso, el PDLC se disolvió.